# Европско првенство у кошарци 1951.
Европско првенство у кошарци 1951. је седмо регионално кошаркашко такмичење организован под покровитељством ФИБЕ. Такмичење је одржано у Паризу у Француској од 3. маја до 12. маја. Учествовале су репрезентације Аустрије, Белгије, Бугарске, Чехословачке, Данске, Западне Немачке, Финске, Француске, Грчке, Италије, Луксембурга, Холандије, Португала, Румуније, Шкотске, Совјетског Савеза, Швајцарске и репрезентација Турске.

## Турнир

### Прелиминарна рунда
Екипе су биле подељене у 4 групе. Групе А и Б бројале су по 5 екипа, док су групе Ц и Д бројале по 4 екипе. Румунија је одустал после распоређивања тимова по групама па су сви утакмице те репрезентације регистроване службеним резултатом. Свака екипа одиграла је по једну утакмицу са преосталим екипама из своје групе. За победу добијало се 2 поена, а за пораз 1 поен. Збир поена коришћен је за рангирање унутар група. Прве две екипе из свих група пласирале су се у полуфинале. Трећа и четврта екипа играле су утакмице за пласман од 9. до 16. места. Последњепласиране екипе из група А и Б требало је да играју утакмицу за 17. место. Одустајање Румуније је довело до тога да је победник међусобног меча између те две екипе попуњавао упражњено место у утакмицама за пласман од 9. до 16. места.

#### Група А
1. коло одиграно 3. маја:
|  | Швајцарска | 44 - 48 | Холандија |  |
|  | Француска  | 49 - 37 | Италија   |  |

2. коло одиграно 4. маја:
|  | Француска | 53 - 28 | Холандија  |  |
|  | Италија   | 72 - 26 | Луксембург |  |

3. коло одиграно 5. маја:
|  | Луксембург | 32 - 46 | Холандија  |  |
|  | Италија    | 67 - 35 | Швајцарска |  |

4. коло одиграно 6. маја:
|  | Холандија  | 50 - 48 | Француска  |  |
|  | Луксембург | 36 - 68 | Швајцарска |  |

5. коло одиграно 7. маја:
|  | Луксембург | 20 - 76 | Италија    |  |
|  | Француска  | 63 - 33 | Швајцарска |  |

Табела групе А:
| Тим           | И | П | Г | КД  | КП  | Разлика | Бодови |
| ------------- | - | - | - | --- | --- | ------- | ------ |
| 1. Италија    | 4 | 3 | 1 | 233 | 132 | +101    | 7      |
| 2. Француска  | 4 | 3 | 1 | 232 | 146 | +86     | 7      |
| 3. Холандија  | 4 | 3 | 1 | 172 | 177 | -5      | 7      |
| 4. Швајцарска | 4 | 1 | 3 | 180 | 214 | -34     | 5      |
| 5. Луксембург | 4 | 0 | 4 | 114 | 262 | -148    | 4      |

#### Група Б
1. коло одиграно 3. маја:
|  | Аустрија | 27 - 53  | Финска |  |
|  | Данска   | 13 - 109 | СССР   |  |

2. коло одиграно 4. маја:
|  | Аустрија | 18 - 50 | Турска |  |
|  | Финска   | 36 - 74 | СССР   |  |

3. коло одиграно 5. маја:
|  | Финска          | 44 - 19 | Данска |  |
|  | Совјетски Савез | 58 - 34 | Турска |  |

4. коло одиграно 6. маја:
|  | Совјетски Савез | 71 - 34 | Аустрија |  |
|  | Турска          | 83 - 36 | Данска   |  |

5. коло одиграно 7. маја:
|  | Данска | 26 - 33 | Аустрија |  |
|  | Турска | 60 - 42 | Финска   |  |

Табела групе Б:
| Тим         | И | П | Г | КД  | КП  | Разлика | Бодови |
| ----------- | - | - | - | --- | --- | ------- | ------ |
| 1. СССР     | 4 | 4 | 0 | 312 | 117 | +195    | 8      |
| 2. Турска   | 4 | 3 | 1 | 227 | 154 | +73     | 7      |
| 3. Финска   | 4 | 2 | 2 | 175 | 180 | -5      | 6      |
| 4. Аустрија | 4 | 1 | 3 | 112 | 200 | -88     | 5      |
| 5. Данска   | 4 | 0 | 4 | 94  | 269 | -175    | 4      |

#### Група Ц
1. коло одиграно 4. маја:
|  | Португал | 35 - 81 | Грчка    |  |
|  | Бугарска | 2 - 0   | Румунија |  |

2. коло одиграно 6. маја:
|  | Грчка    | 38 - 68 | Бугарска |  |
|  | Португал | 2 - 0   | Румунија |  |

3. коло одиграно 7. маја:
|  | Бугарска | 77 - 32 | Португалија |  |
|  | Грчка    | 2 - 0   | Румунија    |  |

Табела групе Ц:
| Тим            | И | П | Г | КД  | КП  | Разлика | Бодови |
| -------------- | - | - | - | --- | --- | ------- | ------ |
| 1. Бугарска    | 3 | 3 | 0 | 147 | 70  | +77     | 6      |
| 2. Грчка       | 3 | 2 | 1 | 121 | 103 | +18     | 5      |
| 3. Португалија | 3 | 1 | 2 | 69  | 158 | -89     | 4      |
| 4. Румунија    | 3 | 0 | 3 | 0   | 6   | -6      | 3      |

#### Група Д
1. коло одиграно 4. маја:
|  | Западна Немачка | 18 - 70  | Белгија      |  |
|  | Шкотска         | 18 - 103 | Чехословачка |  |

2. коло:
|  | Чехословачка | 38 - 51 | Белгија         | 5. маја |  |
|  | Шкотска      | 25 - 69 | Западна Немачка | 7. маја |  |

3. коло одиграно 6. маја:
|  | Чехословачка | 62 - 30 | Западна Немачка |  |
|  | Белгија      | 87 - 25 | Шкотска         |  |

Табела групе Д:
| Тим                | И | П | Г | КД  | КП  | Разлика | Бодови |
| ------------------ | - | - | - | --- | --- | ------- | ------ |
| 1. Белгија         | 3 | 3 | 0 | 208 | 81  | +127    | 6      |
| 2. Чехословачка    | 3 | 2 | 1 | 203 | 99  | +104    | 5      |
| 3. Западна Немачка | 3 | 1 | 2 | 117 | 157 | -40     | 4      |
| 4. Шкотска         | 3 | 0 | 3 | 68  | 259 | -191    | 3      |

### Квалификациона утакмица
Тимови којки су заузели последње место у групама А и Б одиграли су додатну утакмицу. Због одустајања Румуније, победник ове утакмице настављао је такмичење у групама за пласман од 9. до 16. места. Поражена екипа заузела је 17. место, док је Румунија заузела 18. место.
Резултат:
|  | Данска | 46 - 45 | Луксембург |  |

### Утакмице за пласман од 9. до 16. места
У овој рунди су учествовали тимови који су заузели 3. и 4. место у прелиминарним групама и Данска, која је у додатној утакмици изборила учешће, као замена за Румунију. Тимови су били подељени у две групе са по четири репрезентације. Правила за бодовање и пласман су била иста као у прелиминарним групама. Екипе које су заузеле прва два места у групама играле су у разигравању за 9. место, а остале у разигравању за 13. место.

#### Група 1
1. коло одиграно 8. маја:
|  | Португал   | 31 - 43 | Аустрија        |  |
|  | Швајцарска | 51 - 48 | Западна Немачка |  |

2. коло одиграно 9. маја:
|  | Швајцарска      | 34 - 36 | Аустрија    |  |
|  | Западна Немачка | 47 - 39 | Португалија |  |

3. коло одиграно 10. маја:
|  | Швајцарска | 49 - 52 | Португалија     |  |
|  | Аустрија   | 39 - 37 | Западна Немачка |  |

Табела групе 1:
| Тим                | И | П | Г | КД  | КП  | Разлика | Бодови |
| ------------------ | - | - | - | --- | --- | ------- | ------ |
| 1. Аустрија        | 3 | 3 | 0 | 118 | 102 | +16     | 6      |
| 2. Западна Немачка | 3 | 1 | 2 | 132 | 129 | +3      | 4      |
| 3. Швајцарска      | 3 | 1 | 2 | 134 | 136 | -2      | 4      |
| 4. Португалија     | 3 | 1 | 2 | 122 | 139 | -17     | 4      |

#### Група 2
1. коло одиграно 8. маја:
|  | Шкотска | 32 - 73 | Финска    |  |
|  | Данска  | 17 - 55 | Холандија |  |

2. коло одиграно 9. маја:
|  | Холандија | 55 - 28 | Шкотска |  |
|  | Данска    | 35 - 62 | Финска  |  |

3. коло одиграно 10. маја:
|  | Данска | 47 - 41 | Шкотска   |  |
|  | Финска | 66 - 52 | Холандија |  |

Табела групе 2:
| Тим          | И | П | Г | КД  | КП  | Разлика | Бодови |
| ------------ | - | - | - | --- | --- | ------- | ------ |
| 1. Финска    | 3 | 3 | 0 | 201 | 119 | +82     | 6      |
| 2. Холандија | 3 | 2 | 1 | 162 | 111 | +51     | 5      |
| 3. Данска    | 3 | 1 | 2 | 99  | 158 | -59     | 4      |
| 4. Шкотска   | 3 | 0 | 3 | 101 | 175 | -74     | 3      |

#### Утакмице за пласман
Тимови који су заузели 1. и 2. место у групама 1 и 2 наставили су борбу за пласман од 9. до 11. места, док су трећепласиране и четвртопласиране екипе из поменутих група наставиле борбу за пласман од 13. до 16. места. Играли су првопласирани тимови из једне групе против другопласираног тима из друге групе. Победници ових дуела играли су утакмицу за 9. место а поражени за 11. место. Исти распоред је важио и за четири преостала тима, само што су они играли за 13. односно 15. место.
Утакмице за пласман од 13. до 16. места одигране 11. маја:
|  | Данска     | 46 - 39 | Португалија |  |
|  | Швајцарска | 68 - 19 | Шкотска     |  |

Утакмице за пласман од 9. до 11. места одигране 11. маја:
|  | Финска   | 67 - 56 | Западна Немачка |  |
|  | Аустрија | 28 - 44 | Холандија       |  |

Утакмица за 15. место одиграна 12. маја:
|  | Португал | 49 - 42 | Шкотска |  |

Утакмица за 13. место одиграна 12. маја:
|  | Данска | 22 - 54 | Швајцарска |  |

Утакмица за 11. место одиграна 12. маја:
|  | Западна Немачка | 49 - 51 | Аустрија |  |

Утакмица за 9. место одиграна 12. маја:
|  | Финска | 57 - 52 | Холандија |  |

### Полуфинална рунда
У полуфиналној рунди учествали су тимови који су заузели 1. и 2. место у групама прелиминарне рунде. Тимови су подељени у две групе. Систем бодовања и рангирања је исти као у прелиминарним групама. Прва и друга екипа из сваке групе играле су утакмице за прво место, а екипе које су заузеле 3. и 4. место у групама играле су утакмице за пласман од 5. до 8. места.

#### Група 1
1. коло одиграно 8. маја:
|  | Бугарска  | 52 - 45 | Турска  |  |
|  | Француска | 53 - 49 | Белгија |  |

2. коло одиграно 9. маја:
|  | Белгија   | 41 - 51 | Бугарска |  |
|  | Француска | 40 - 42 | Турска   |  |

3. коло одиграно 10. маја:
|  | Турска    | 38 - 32 | Белгија  |  |
|  | Француска | 56 - 49 | Бугарска |  |

Табела групе 1:
| Тим          | И | П | Г | КД  | КП  | Разлика | Бодови |
| ------------ | - | - | - | --- | --- | ------- | ------ |
| 1. Француска | 3 | 2 | 1 | 149 | 140 | +9      | 5      |
| 2. Бугарска  | 3 | 2 | 1 | 152 | 142 | +10     | 5      |
| 3. Турска    | 3 | 2 | 1 | 125 | 124 | +1      | 5      |
| 4. Белгија   | 3 | 0 | 3 | 122 | 142 | -20     | 3      |

#### Група 2
1. коло одиграно 8. маја:
|  | Грчка        | 51 - 64 | Италија |  |
|  | Чехословачка | 37 - 53 | СССР    |  |

2. коло одиграно 9. маја:
|  | Грчка   | 42 - 64 | СССР         |  |
|  | Италија | 34 - 66 | Чехословачка |  |

3. коло одиграно 10. маја:
|  | Грчка           | 40 - 54 | Чехословачка |  |
|  | Совјетски Савез | 60 - 42 | Италија      |  |

Табела групе 2:
| Тим             | И | П | Г | КД  | КП  | Разлика | Бодови |
| --------------- | - | - | - | --- | --- | ------- | ------ |
| 1. СССР         | 3 | 3 | 0 | 177 | 121 | +56     | 6      |
| 2. Чехословачка | 3 | 2 | 1 | 157 | 127 | +30     | 5      |
| 3. Италија      | 3 | 1 | 2 | 140 | 177 | -37     | 4      |
| 4. Грчка        | 3 | 0 | 3 | 133 | 182 | -49     | 3      |

### Финална рунда
Тимови који су заузели прво и друго место у полуфиналним групама играли су у полуфиналу, док су трећепласирани и четвртопласирани тимови играли у разигравању за 5. место.

#### Утакмице за пласман од 5. до 8. места
У разигравању за 5. место прво су се састали тимови који су у једној групи заузели треће место против тимова који су у другој групи заузели четврто место. Победници ова два сусрета играли су утакмицу за 5. место, а поражни утакмицу за 7. место.
Утакмице за пласман од 5. до 8. места одигране 11. маја:
|  | Италија | 48 - 36 | Белгија |  |
|  | Турска  | 42 - 36 | Грчка   |  |

Утакмица за пласман од 7. места одиграна 12. маја:
|  | Белгија | 39 - 28 | Грчка |  |

Утакмица за пласман од 5. места одиграна 12. маја:
|  | Италија | 43 - 38 | Турска |  |

#### Полуфиналне
У полуфналу састале су се екипе које су заузеле прво и друго место у полуфиналним групама. Играле су екипе које су заузеле прво место у једној групи против екипа које су заузеле друго место у преосталој групи. Победници су играли у финалу, а поражени у утакмици за треће место.
Полуфиналне утакмице одигране 11. маја:
|  | Француска       | 50 - 59 | Чехословачка |  |
|  | Совјетски Савез | 72 - 54 | Бугарска     |  |

#### Утакмица за теће место
Утакмица за треће место одиграна 12. маја:
|  | Француска | 55 - 52 | Бугарска |  |

#### Финале
Финале одиграно 12. маја:
|  | Чехословачка | 44 - 45 | СССР |  |

| Првак Европе 1951.           |
| ---------------------------- |
| Совјетски Савез Друга титула |

## Коначан пласман
| Место | Репрезентација  |
| ----- | --------------- |
| 1     | Совјетски Савез |
| 2     | Чехословачка    |
| 3     | Француска       |
| 4     | Бугарска        |
| 5     | Италија         |
| 6     | Турска          |
| 7     | Белгија         |
| 8     | Грчка           |
| 9     | Финска          |
| 10    | Холандија       |
| 11    | Аустрија        |
| 12    | Западна Немачка |
| 13    | Швајцарска      |
| 14    | Данска          |
| 15    | Португал        |
| 16    | Шкотска         |
| 17    | Луксембург      |
| 18    | Румунија        |